# São Martinho d'Oeste
São Martinho d'Oeste é um distrito do município brasileiro de Alto Alegre, no interior do estado de São Paulo.

## História

### Formação administrativa
- Distrito criado pela Lei n° 2.456 de 30/12/1953, com sede no povoado de São Martinho e território do distrito de Alto Alegre[3][4].
- Decreto nº 26.890 de 28/11/1956 - Cria a 1.ª subdelegacia de polícia do distrito de São Martinho d'Oeste, no Município de Alto Alegre[5].
- Pela Lei n° 5.285 de 18/02/1959 perdeu terras para o distrito de Jatobá[6].

## Geografia

### Demografia

#### População urbana
| Crescimento população urbana | Crescimento população urbana | Crescimento população urbana | Crescimento população urbana |
| Censo                        | Pop.                         |                              | %±                           |
| ---------------------------- | ---------------------------- | ---------------------------- | ---------------------------- |
| 1960                         | 410                          |                              | —                            |
| 1970                         | 338                          |                              | −17,6%                       |
| 1980                         | 375                          |                              | 10,9%                        |
| 1991                         | 319                          |                              | −14,9%                       |
| 2000                         | 275                          |                              | −13,8%                       |
| 2010                         | 236                          |                              | −14,2%                       |
| Fonte: IBGE e Fundação SEADE |                              |                              |                              |

#### População total
Pelo Censo 2010 (IBGE) a população total do distrito era de 341 habitantes.

### Área territorial
A área territorial do distrito é de 51,194 km².

### Rodovias
O principal acesso ao distrito é a estrada vicinal Jatobá-São Martinho d'Oeste.

## Serviços públicos

### Registro civil
Atualmente é feito na sede do município, pois o Cartório de Registro Civil das Pessoas Naturais do distrito foi extinto pelo  Tribunal de Justiça do Estado de São Paulo, e seu acervo foi recolhido ao cartório do distrito sede.

### Saúde
Conta com uma Unidade Básica de Saúde com atendimento médico e odontológico.

### Saneamento
O serviço de abastecimento de água é feito pela Companhia de Saneamento Básico do Estado de São Paulo (SABESP).
- Sistema de abastecimento: São Martinho D’Oeste
- Processo de tratamento: Desinfecção e Fluoretação
- Manancial: Poço São Martinho D’Oeste
- Local(is) abastecido(s): D. São Martinho D’Oeste

### Energia
A responsável pelo abastecimento de energia elétrica é a CPFL Paulista, distribuidora do Grupo CPFL Energia.

### Telecomunicações
O distrito era atendido pela Telecomunicações de São Paulo (TELESP), que inaugurou uma central telefônica no distrito de Jatobá para atender os dois distritos e que é utilizada até os dias atuais. Em 1998 esta empresa foi vendida para a Telefônica, que em 2012 adotou a marca Vivo para suas operações.

## Lazer
Dentre as poucas opções de lazer pode-se destacar a Cachoeira do Poção, onde os jovens se reuniam para nadar e se divertir, juntamente com esporádicos encontros com os índios da tribo Icatú. Na década de 1980, existiam os bares do Sr. Agemiro Trindade e do Sr. Yolando Gaspar, onde as pessoas se reuniam à noite para se confraternizarem, além da bela praça cuidada pelo Sr. José Groppo, onde se ouvia no serviço de som a rádio Pérola de Birigui. 

## Religião
O Cristianismo se faz presente no distrito da seguinte forma:

### Igreja Católica
- A igreja faz parte da Diocese de Lins[19].

### Igrejas Evangélicas
- Congregação Cristã no Brasil[20].